# Bataille de Pell's Point
 (novembre 2015).
Guerre d'indépendance des États-Unis
Batailles
- Long Island
- Kips Bay
- Harlem Heights
- Pell's Point
- White Plains
- Fort Washington
- Embuscade de Geary (en)
- Iron Works Hill
- Traversée du Delaware par George Washington
- Trenton
- Assunpink Creek
- Princeton
- Guerre du fourrage (en)
- Millstone

La bataille de Pell's Point, également connue sous le nom de bataille de Pelham, est une escarmouche de la guerre d'indépendance des États-Unis qui eut lieu le 18 octobre 1776 entre des troupes britanniques et américaines pendant la campagne de New York et du New Jersey. L'affrontement se déroula à l'endroit de ce qui est aujourd'hui le Pelham Bay Park dans le Bronx à New York.
Le 12 octobre, des troupes britanniques débarquent à Throgs Neck dans le but d'exécuter une manœuvre de flanquement qui pourrait piéger le général George Washington, commandant-en-chef des forces révolutionnaires américaines, et le corps principal de l'Armée continentale sur l'île de Manhattan. Les Américains repoussent le débarquement et le général William Howe, commandant-en-chef des forces britanniques en Amérique du Nord, cherche un autre endroit le long de Long Island Sound pour débarquer ses troupes. Le 18 octobre, il débarque 4 000 hommes à Pelham situé à environ 5 km au nord de Throgs Neck. À l'intérieur des terres se trouvent 750 hommes d'une brigade sous le commandement du colonel John Glover. Glover positionne ses troupes derrière une série de murs de pierre et attaque les unités d'avant-garde britanniques. À chaque fois que les Britanniques occupent une nouvelle position, les troupes américaines se retirent et se réorganisent derrière le mur suivant. Après plusieurs attaques similaires, les Britanniques abandonnent et les Américains battent en retraite.
La bataille a retardé les Britanniques suffisamment longtemps pour que Washington puisse déplacer le corps principal de son armée à White Plains, évitant d'être encerclé sur l'île de Manhattan. Après avoir subi une défaite lors d'une bataille à White Plains et perdu Fort Washington, Washington se retire à travers le New Jersey jusqu'en Pennsylvanie.

## Contexte
Après une victoire à la bataille de Long Island à la fin août, le général William Howe, commandant-en-chef des forces britanniques en Amérique du Nord, débarque ses troupes le 15 septembre à Kips Bay, sur la rive est de ce qui constitue aujourd'hui Manhattan. George Washington et son armée se replient à Harlem Heights, un plateau situé à l'extrémité nord de l'île de Manhattan. Washington occupe une bonne position défensive, avec son arrière protégée sur deux côtés par des hauteurs rocheuses et par le fleuve Hudson et la Harlem River, et d'autres hauteurs rocheuses au sud entre ses forces et les Britanniques. Le jour suivant, les Britanniques attaquent les Américains et sont défaits à la bataille de Harlem Heights. Il y a très peu d'action le mois suivant, tandis que les deux forces restent dans leurs positions fortifiées, chacune étant incapable de se décider sur leur prochain mouvement. Les Américains pensent que Howe déciderait soit d'attaquer Fort Washington, soit de tenter de flanquer les Américains en effectuant un débarquement en un point de Long Island Sound. Un conseil de guerre décide de se prémunir contre les deux possibilités ; Washington conserve 10 000 hommes pour défendre Harlem Heights et Fort Washington, tandis que le major-général William Heath prend 10 000 hommes pour défendre Kingsbridge et le major-général Nathanael Greene reçoit 5 000 hommes pour défendre l'autre côté de l'Hudson, près de Fort Constitution.
Après 26 jours de réflexion, Howe abandonne l'idée d'une attaque frontale sur Harlem Heights et Fort Washington, et choisit à la place de tenter une manœuvre de flanquement. Le 12 octobre, laissant derrière lui trois brigades sous le commandement de Hugh Percy sur l'île de Manhattan, Howe embarque son armée principale dans 80 navires et remonte l'East River, via Hell Gate, et débarque à Throgs Neck. Throgs Neck — initialement connu sous le nom de Throckmorton's, et également connu sous les noms de Throck's, Frog's Neck et Frog's Point — est une mince bande de terre située entre l'East River et Long Island Sound. Commodément pour Howe, il y a une route allant de Throgs Neck à Kingsbridge, juste derrière les forces américaines. Howe pense utiliser cette route pour flanquer les Américains, et les coincer avec l'Hudson.
Sous couvert du brouillard, une force avancée de 4 000 hommes sous le commandement du général Henry Clinton est débarquée sur Throgs Neck. À leur grand désarroi, ils découvrent qu'ils ne sont pas sur une péninsule mais sur une île, séparée du continent par un ruisseau et un marécage. Il y a deux façons de rejoindre le continent : une chaussée puis un pont à l'extrémité inférieure, et un gué à l'autre. Les Américains gardent les deux. Le colonel Edward Hand et un détachement de 25 hommes du 1er Régiment de Pennsylvanie se positionnent derrière un empilement de bois de corde le long de la chaussée, après avoir enlevé les planches de bois du pont. Ils surprennent les troupes britanniques, qui se retirent et tentent de traverser par le gué, qui est gardé par un autre détachement. Les Américains gardant les deux positions sont rapidement renforcés et le nombre de défenseurs s'élève rapidement à plus de 1 800 hommes. Howe décide qu'il serait mieux de se retirer et de débarquer à un autre endroit. Il établit son campement sur Throgs Neck et reste à cet endroit pendant six jours tandis que des provisions et des renforts, incluant 7 000 Hessois sous le commandement du général Wilhelm von Knyphausen, sont amenés de New York. Le 18 octobre, juste après minuit, Howe embarque de nouveau son armée et décide de débarquer à Pell's Point près du village de Pelham, à quelques kilomètres au nord.
Après avoir pris connaissance du débarquement sur Throgs Neck, Washington sait qu'il risque d'être pris au piège sur l'île de Manhattan. Il prend la décision de déplacer son armée à White Plains, où il pense qu'ils seront en sûreté. Le 17 octobre, l'Armée continentale est en route pour White Plains, laissant 2 000 hommes en garnison à Fort Washington.

## Bataille
À l'aube, les Britanniques commencent à débarquer sur le rivage, l'avant-garde de Clinton constituée de 4 000 soldats d'infanterie légère et de chasseurs hessois débarquant en premier,. Dans les terres, s'opposant à eux, se trouve une brigade de quelque 750 hommes sous le commandement de John Glover. Glover est au sommet d'une colline avec une longue-vue lorsqu'il remarque les navires britanniques.